# Subarnapur (Distrikt)
Subarnapur (auch Sonapur oder Sonepur, Oriya ସୁବର୍ଣ୍ଣପୁର ଜିଲ୍ଲା Subarṇṇapura Jillā) ist ein Distrikt im Westen des ostindischen Bundesstaates Odisha.
Verwaltungssitz ist die Stadt Subarnapur. Die Fläche beträgt 2.284,4 km². Es gibt nur drei Städte: Subarnapur (Sonapur), Binika und Tarbha, sodass der Urbanisierungsgrad mit 7,4 % sehr gering ist. Die Bevölkerungsdichte beträgt etwa 267 Einwohner/km².
Der Distrikt wurde am 1. April 1993 durch Herauslösen aus dem Distrikt Balangir gebildet.

## Geografie
Subarnapur liegt im Zentrum Odishas und grenzt an die Distrikte Sambalpur, Boudh, Balangir und Bargarh.

## Bevölkerung
Im Distrikt lebten im Jahr 2011 610.183 Einwohner, davon 51,0 % Männer und 49,0 % Frauen (960 Frauen auf 1000 Männer).
Der überwiegende Teil der Bevölkerung ist hinduistisch (99,19 %). Islam und Christentum spielen mit je etwa 0,3 % nur eine untergeordnete Rolle.

## Verwaltungsgliederung
Der Distrikt besteht aus den beiden Sub-Divisionen Birmaharajpur und Subarnapur.
Zur Dezentralisierung der Verwaltung ist der Distrikt in 6 Blöcke unterteilt:
- Binika
- Biramaharajpur
- Dunguripalli
- Subarnapur
- Tarbha
- Ulunda

Des Weiteren gibt es 6 Tahasils:
- Binika
- Biramaharajpur
- Rampur
- Subarnapur
- Tarbha
- Ulunda

Im Distrikt befinden sich folgende Urban Local Bodys (ULB): die Municipality Subarnapur sowie die beiden Notified Area Councils (NAC) Binika und Tarbha.
Ferner gibt es 96 Gram Panchayats im Distrikt.